# Atletica leggera ai XVII Giochi del Mediterraneo - Staffetta 4×400 metri maschile
Ai XVII Giochi del Mediterraneo, la competizione della staffetta 4×400 metri maschile si è svolta il 28 giugno 2013.

## Finale
| Pos.    | Paese   | Atleti                                                                          | Tempo   | Note |
| ------- | ------- | ------------------------------------------------------------------------------- | ------- | ---- |
| Oro     | Italia  | Lorenzo Valentini Isalbet Juarez Michele Tricca Matteo Galvan                   | 3'04"61 | SB   |
| Argento | Turchia | Mehmet Güzel Buğrahan Kocebeyoğlu Halit Kiliç Yavuz Can                         | 3'05"28 | SB   |
| Bronzo  | Grecia  | Dimitrios Gravalos Petros Kyriakidis Periklīs Iakōvakīs Konstantinos Nakopoulos | 3'07"36 | SB   |
| 4       | Algeria | Abdelmalik Lahoulou Mohamed Benferrar Yassine Hathat Miloud Rahmani             | 3:08.27 |      |